# Isoscelipteron glaserellum
Isoscelipteron glaserellum är en insektsart som först beskrevs av U. Aspöck et al. 1979.  Isoscelipteron glaserellum ingår i släktet Isoscelipteron och familjen Berothidae. Inga underarter finns listade i Catalogue of Life.